# Higher Love
Higher Love is een nummer van de Britse zanger Steve Winwood en afkomstig van het album Back in the High Life uit 1986. Op 20 juni dat jaar werd het nummer op single uitgebracht.

## Inleiding
Het nummer is afkomstig van zijn album Back in the High Life alwaar de track 5:45 duurt. De single kwam uit na vier jaar lang stilte rondom de solocarrière van Winwood. Winwood schreef het lied samen met Will Jennings. Chaka Khan zong de “tegenpartij” en trad ook op in de videoclip. Die clip werd geregisseerd door Peter Kagan en Paula Greif, die toen ook succes hadden met Notorious van Duran Duran.
Het nummer is diverse malen gecoverd waaronder door Whitney Houston (zie onderaan deze pagina). Ook Nick Jonas nam het een keer op. Verder namen films als Big Business en televisieseries als Cold Case en The Young and the Restless het in uitzendingen op. Het is ook te horen in de game Grand Theft Auto V.
Higher Love won een Grammy in de categorieën Record of the Year en Beste Pop-uitvoering.

## Musici
- Steve Winwood – zang, synthesizers, elektronica
- Chaka Khan - achtergrondzang
- Philippe Siasse – bassynthesizer
- Eddie Martinez – gitaar
- Nile Rodgers – ritmegitaar
- John Robinson – slagwerk
- Carole Steele – congas
- Andrew Thomas - programmeerwerk
- David Frank – arrangementen voor de blazersklanken uit synthesizer

## Versies

### 7”-single
1. Higher Love (4:14)
2. And I Go (4:12) (niet op album)

### 12”-single (Europa)
1. Higher Love (remix door Tom Lord-Alge) (7:45)
2. Higher Love (instrumentale mix door Lord-Alge) (6:05)
3. And I Go (4;12)

### 12”-single (VS)
1. Higher Love (korte versie) (4:08)
2. Higher Love (albumversie) (5:45)

## Hitnoteringen
Het werd in de Verenigde Staten Winwoods' eerste nummer 1-hit in de Billboard Hot 100 met in totaal 22 weken notering. Die eerste plaats zou hij alleen nog bereiken met Roll with it, vele jaren later. In Winwoods' thuisland het Verenigd Koninkrijk kwam het zover niet; de single bereikte in dertien weken de 9e positie in de UK Singles Chart. In de rest van Europa was de single minder succesvol.
In Nederland werd de plaat veel gedraaid op Radio 3 en werd een radiohit in de destijds twee landelijke hitlijsten op de nationale publieke popzender. De plaat bereikte de 24e positie in de Nederlandse Top 40 en de 26e positie in de Nationale Hitparade. In de Europese hitlijst op Radio 3, de TROS Europarade, werd géén notering behaald.
In België bereikte de plaat de 31e positie in de voorloper van de Vlaamse Ultratop 50. De Vlaamse Radio 2 Top 30 en de Waalse hitlijst werden niet bereikt.

### Nederlandse Top 40
| Positie: | 33 | 25 | 24 | 25 | 28 | uit |

### Nationale Hitparade
| Positie: | 47 | 35 | 29 | 26 | 29 | 40 | uit |

### Vlaamse Ultratop 50
| Positie: | 31 | 37 | 35 | uit |

### NPO Radio 2 Top 2000
| Nummer met noteringen in de NPO Radio 2 Top 2000 | '00  | '01 | '02  |
| ------------------------------------------------ | ---- | --- | ---- |
| Higher Love                                      | 1999 | -   | 1873 |

1. ↑  Een '-' betekent dat het nummer niet was genoteerd en een vetgedrukt getal geeft de hoogste notering aan.
2. ↑  2000 was het eerste jaar met een notering voor dit nummer.
3. ↑  Deze tabel is bijgewerkt tot en met de laatste editie (2024).

## Versie van Kygo en Whitney Houston
In 2019 bracht de Noorse dj Kygo een nieuwe versie van "Higher Love" uit, met postuum vocalen van de in 2012 overleden Amerikaanse zangeres Whitney Houston. "Higher Love" was Houston's tweede postume single in drie jaar, na het nummer "Memories" uit 2016. Houston nam haar versie van de Steve Winwood-hit op in 1989, voor de Japanse versie van haar derde studioalbum I'm Your Baby Tonight uit 1990. Houstons versie is echter nooit op single uitgebracht, tot 2019. Toen vroeg de familie van Houston aan Kygo om Houstons versie te remixen. Kygo voldeed aan dat verzoek en bracht zijn versie uit op single. De single kwam binnen op de 38e positie in de Nederlandse Top 40 en haalde de 7e positie als hoogste notering.